# Korea Cup 1997
De Korea Cup 1997 was de 22e editie van de Korea Cup. Het toernooi werd gehouden van 12 tot en met 16 juni 1997. Aan het toernooi deden 4 landen mee. Zuid-Korea werd kampioen voor de 12e keer, dat land werd eerste in de groep.

## Eindstand
| Pos | Land        | Wed | Win | Gel | Ver | DV | DT | +/− | Pnt |
| --- | ----------- | --- | --- | --- | --- | -- | -- | --- | --- |
| 1   | Zuid-Korea  | 3   | 2   | 1   | 0   | 7  | 2  | +5  | 7   |
| 2   | Joegoslavië | 3   | 1   | 2   | 0   | 4  | 2  | +2  | 5   |
| 3   | Egypte      | 3   | 1   | 1   | 1   | 3  | 3  | 0   | 4   |
| 4   | Ghana       | 3   | 0   | 0   | 3   | 1  | 8  | –7  | 0   |

## Wedstrijden
|                                          |                                                      |       |                    |                                                                                 |
| 12 juni «onderlinge duels» 17:00 (UTC+9) | Joegoslavië                                          | 3 – 1 | Ghana              | Olympisch Stadion, Seoul Toeschouwers: 23.830 Scheidsrechter: Ahn Bong-Ki (KOR) |
| 12 juni «onderlinge duels» 17:00 (UTC+9) | Slaviša Jokanović 57' (pen.) Rade Bogdanović 68' 90' |       | 56' Robert Boateng | Olympisch Stadion, Seoul Toeschouwers: 23.830 Scheidsrechter: Ahn Bong-Ki (KOR) |

|                                          |                                                     |       |                   |                                                                                            |
| 12 juni «onderlinge duels» 19:00 (UTC+9) | Zuid-Korea                                          | 3 – 1 | Egypte            | Olympisch Stadion, Seoul Toeschouwers: 23.830 Scheidsrechter: Selearajen Subramaniam (MAS) |
| 12 juni «onderlinge duels» 19:00 (UTC+9) | Park Kun-Ha 12' Yoo Sang-Chul 65' Choi Moon-Sik 77' |       | 23' Hady Khashaba | Olympisch Stadion, Seoul Toeschouwers: 23.830 Scheidsrechter: Selearajen Subramaniam (MAS) |

|                                          |                                                     |       |       |                                                                                        |
| 14 juni «onderlinge duels» 17:00 (UTC+9) | Zuid-Korea                                          | 3 – 0 | Ghana | Suwon Civil Stadium, Suwon Toeschouwers: 7.329 Scheidsrechter: Russamee Jindamai (THA) |
| 14 juni «onderlinge duels» 17:00 (UTC+9) | Seo Jung-Won 5' Choi Moon-Sik 59' Choi Yong-Soo 64' |       |       | Suwon Civil Stadium, Suwon Toeschouwers: 7.329 Scheidsrechter: Russamee Jindamai (THA) |

|                                          |             |       |        |                                                                                      |
| 14 juni «onderlinge duels» 19:00 (UTC+9) | Joegoslavië | 0 – 0 | Egypte | Suwon Civil Stadium, Suwon Toeschouwers: 7.329 Scheidsrechter: Kwon Jong-Cheol (KOR) |
| 14 juni «onderlinge duels» 19:00 (UTC+9) |             |       |        | Suwon Civil Stadium, Suwon Toeschouwers: 7.329 Scheidsrechter: Kwon Jong-Cheol (KOR) |

|                                          |                                       |       |       |                                                                                   |
| 16 juni «onderlinge duels» 17:00 (UTC+9) | Egypte                                | 2 – 0 | Ghana | Olympisch Stadion, Seoul Toeschouwers: 21.563 Scheidsrechter: Park Hae-Yong (KOR) |
| 16 juni «onderlinge duels» 17:00 (UTC+9) | Hazem Emam 14' Abdel Sattar Sabry 80' |       |       | Olympisch Stadion, Seoul Toeschouwers: 21.563 Scheidsrechter: Park Hae-Yong (KOR) |

|                                          |                  |       |                              |                                                                                            |
| 16 juni «onderlinge duels» 19:00 (UTC+9) | Zuid-Korea       | 1 – 1 | Joegoslavië                  | Olympisch Stadion, Seoul Toeschouwers: 21.563 Scheidsrechter: Selearajen Subramaniam (MAS) |
| 16 juni «onderlinge duels» 19:00 (UTC+9) | Seo Jung-Won 19' |       | 55' (pen.) Slaviša Jokanović | Olympisch Stadion, Seoul Toeschouwers: 21.563 Scheidsrechter: Selearajen Subramaniam (MAS) |

| Winnaar Korea Cup 1997 |
| ---------------------- |
|                        |
| Zuid-Korea 12e titel   |